# Тирлби, Оливия
Оли́вия Джо Ти́рлби  (англ. Olivia Jo Thirlby; род. 6 октября 1986, Нью-Йорк, Нью-Йорк) — американская актриса.

## Биография
Оливия Тирлби родилась в Нью-Йорке в семье подрядчика (отец) и менеджера по работе с клиентами (мать). Росла на Манхэттене в районе Ист-Виллидж, училась в школе «Friends Seminary» в районе Грамерси. После окончания школы, Оливия стажировалась в нью-йоркском театре «Глобус», затем окончила Королевскую академию драматического искусства в Лондоне и ускоренный курс Британской академии театра и кино.
С 2006 года она начала активно сниматься в кино, первыми её ролями были роли второстепенных персонажей в фильме «Потерянный рейс» и сериале «Похищенный». В 2007 сыграла роль Лии в фильме «Джуно», где её партнёром была Эллен Пейдж. В 2008 году снялась в фильме «Безумие», который получил приз зрительских симпатий на кинофестивале Сандэнс. В том же году она проходила пробы на роль в фильме Сета Рогена «Ананасовый экспресс: Сижу, курю», однако её заменила Эмбер Хёрд.
Периодически Оливия играет в театре: в 2008 году сыграла Молли в постановке «Farragut North» театра Линды Гросс, в 2012 году в постановке «Lonely, I’m Not» театра «Second Stage Theatre»
В 2009 году снялась в сериале от HBO «Смертельно скучающий». Также она приняла участие в рекламной кампании экранизации романа «Тринадцать причин почему», размещённой на Youtube.
В 2011 вышел фильм «Маргарет», в котором Тирлби приняла участие, в том же году она снялась в фантастическом боевике «Фантом», который спродюсировал Тимур Бекмамбетов.
В 2012 году снялась в фильме «Судья Дредд». Сыграла роль Хиро Браун в сериале «Y. Последний мужчина», вышедшем в сентябре 2021 года.

## Личная жизнь
В 2011 году стала участницей «Проекта самоочевидных истин» скандально известной актрисы и фотографа iO Tillett Wright. В интервью журналу «Brooklyn Magazine» сделала каминг-аут как бисексуалка

## Фильмография
| Год       |     | Русское название                  | Оригинальное название          | Роль                |
| --------- | --- | --------------------------------- | ------------------------------ | ------------------- |
| 2006      | ф   | Потерянный рейс                   | United 93                      | Николь Кэрол Миллер |
| 2006      | кор | Разблокировано                    | Unlocked                       | Эбби                |
| 2006—2007 | с   | Похищенный                        | Kidnapped                      | Обри Кейн           |
| 2007      | ф   | Снежные ангелы                    | Snow Angels                    | Лайла Рейберн       |
| 2007      | ф   | Джуно                             | Juno                           | Лиа                 |
| 2007      | ф   | Любовь приходит в последнее время | Love Comes Lately              | Сильвия             |
| 2007      | ф   | Секрет                            | Si j'étais toi                 | Саманта Мэррис      |
| 2008      | ф   | Безумие                           | The Wackness                   | Стефани Сквайерс    |
| 2008      | кор | Ева                               | Eve                            | Кейт                |
| 2009      | ф   | Нью-Йорк, я люблю тебя            | New York, I Love You           | актриса             |
| 2009      | ф   | Арлен Фабер                       | Arlen Faber                    | Анна                |
| 2009      | ф   | Неопределённость                  | Uncertainty                    | София               |
| 2009      | ф   | Сломанная вершина                 | Breaking Upwards               | Эрика               |
| 2009      | ф   | Запасное стекло                   | What Goes Up                   | Тесс Салливан       |
| 2009      | ф   | Сексоголик                        | Solitary Man                   | Маурин              |
| 2009      | с   | Смертельно скучающий              | Bored to Death                 | Сюзанна             |
| 2011      | ф   | Больше чем секс                   | No Strings Attached            | Кейти               |
| 2011      | ф   | Маргарет                          | Margaret                       | Моника              |
| 2011      | ф   | Фантом                            | The Darkest Hour               | Натали              |
| 2011      | с   | Хорошая атмосфера                 | Good Vibes                     | Джина, озвучка      |
| 2012      | ф   | Никто не уходит                   | Nobody Walks                   | Мартина             |
| 2012      | ф   | Быть Флинном                      | Being Flynn                    | Денис               |
| 2012      | ф   | Судья Дредд 3D                    | Dredd                          | судья Андерсон      |
| 2014      | ф   | Красный узел                      | Red Knot                       | Хлои Харрисон       |
| 2014      | ф   | С 5 до 7. Время любовников        | 5 to 7                         | Джейн               |
| 2014      | ф   | Прежде чем я уйду                 | Just Before I Go               | Грета               |
| 2015      | ф   | Шафер напрокат                    | The Wedding Ringer             | Элисон Палмер       |
| 2015      | ф   | Стэнфордский тюремный эксперимент | The Stanford Prison Experiment | Кристина Маслах     |
| 2015      | ф   | Добро пожаловать к счастью        | Welcome to Happiness           | Труди               |
| 2015      | тф  |                                   | DeTour                         | Габриэлла           |
| 2016      | ф   | Между нами                        | Between Us                     | Диана               |
| 2016      | с   | Голиаф                            | Goliath                        | Люси Киттридж       |
| 2017      | ф   | Чаппакуиддик                      | Chappaquiddick                 | Рейчел              |
| 2017      | ф   | Дамасское укрытие                 | Damascus Cover                 | Ким                 |
| 2018      | ф   | Белая орхидея                     | White Orchid                   | Клэр Деккер         |
| 2019      | ф   | Возвышаясь над тенью              | Above the Shadows              | Холли               |
| 2019      | тф  | До свадьбы                        | Until the Wedding              | Эдриенн             |
| 2019—2020 | с   | Секс в другом городе: Поколение Q | The L Word: Generation Q       | Ребекка             |
| 2021      | с   | Y. Последний мужчина              | Y. The Last Man                | Хиро Браун          |
| 2023      | ф   | Оппенгеймер                       | Oppenheimer                    | Лилли Хорниг        |
| 2023      | ф   | Ты превыше всего                  | You Above All                  |                     |

## Награды и номинации
| Год  | Награда                      | Категория                 | Работа                 | Результат |
| ---- | ---------------------------- | ------------------------- | ---------------------- | --------- |
| 2008 | Critics’ Choice Movie Awards | Лучший актёрский ансамбль | «Джуно»                | Номинация |
| 2008 | Gold Derby Awards            | Лучший актёрский ансамбль | «Джуно»                | Номинация |
| 2017 | Бостонский кинофестиваль     | Лучшая актриса            | «Дамасское укрытие»    | Победа    |
| 2019 | Pitch to Screen Film Awards  | Лучшая актриса            | «Возвышаясь над тенью» | Победа    |